# زاوية سيدي يحي العيدلي
زاوية سيدي يحي العيدلي أو زاوية ثمقرة هي إحدى الزوايا في الجزائر الواقعة في بلدية ثمقرة بدائرة أقبو ضمن ولاية بجاية، والتابعة لمنهاج الطريقة الرحمانية.

## التأسيس
تم تأسيس «زاوية سيدي يحي العيدلي» من طرف العالم سيدي يحي العيدلي بتاريخ 1440م في قرية «آيث عيدل» ضمن منطقة ثمقرة قرب أقبو في ولاية بجاية.
وبعد أن تلقى سيدي يحي العيدلي تعليمه في مدينة بجاية وتخرج على يد علماء أجلاء كانت بجاية قد استضاءت بنور علومهم في عهد مجدها وسؤددها خلال القرن التاسع الهجري، تمت إجازته والإذن له بمباشرة التعليم عبر تأسيس مدرسة قرآنية في قريته «آيث عيدل».
فتم فتح هذه المدرسة في حدود منتصف القرن التاسع الهجري، ولم يمض وقت طويل حتى أصبحت هذه الزاوية قبلة طلاب المعارف والعلوم من كل حدب وصوب من داخل الجزائر وخارجها.
وبفضل ما كان للشيخ سيدي يحي العيدلي من توفيق رباني، استقطب إليه كل راغب في تحصيل العلم بما امتاز به من نصح للطلبة وإخلاص في القول والعمل وفتح من الله تعالى جعله مشهورا، فتخرج على يده جمع غفير من العلماء الأعلام بلغت مراتبهم الدرجات العليا في التحصيل العلمي.

## مقاومة الاحتلال الفرنسي
لقد كان لزاوية سيدي يحي العيدلي منذ أن دخل المحتل الفرنسي أرض الوطن سنة 1830م مقاومة شديدة له، إذ دفعت بأبنائها وكل السكان إلى ضرورة طرده ومقاومته إلى آخر قطرة من دمائهم، يفدون وطنهم بالنفس والنفيس.

## هدم الزاوية في 1871م
انتقم المحتلون الفرنسيون من الزاوية بسبب دورها الفعال في الحث على الجهاد الذي دعا إليه شيخ الزاوية منذ 1830م ولبى نداءه السكان.
فتم هدم الزاوية في سنة 1871م من طرف قوات الاحتلال الفرنسي للجزائر أثناء تصديها لمقاومة الشيخ المقراني في منطقة بجاية.
وبعد أن تم هدم مباني الزاوية، استولى الفرنسيون على أرزاقها وأتلفوا خزائن كتبها ونكلوا بالقائمين على تسييرها، فعطلوا استمرارها في نشر العلم وبث الوعي في النفوس وبقيت معطلة طيلة حوالي قرن من الزمن.
وبعد أن صارت قرية «آيث عيدل» عبارة عن أنقاض، تمت إعادة البيوت تدريجيا خلال العقود الموالية، ولكن الزاوية لم تتم إعادة بنائها إلا بعد عام 1937م.

## إعادة بناء الزاوية في 1937م
تم تجديد بناء الزاوية من أنقاضها وإعادة فتحها خلال عام 1937م.
وقد وقع حفل تدشين البناء الجديد وإعادة فتحه في شهر أكتوبر 1937م بمسعى بذله عقلاء وأعيان قرية «آيث عيدل» في ثمقرة، وبالتجنيد الجماعي ماديا ومعنويا بالأموال والمجهود العضلي من قبل أهل القرية.

## المعلمون
أشرف الشيخ محمد الطاهر آيت علجت على التعليم في الزاوية ابتداء من 1937م إلى غاية 1955م.
وساعده الشيخ الشهيد عبد الرحمن بن موفق والشيخ أحمد إقروفة في الجانب التربوي والعلمي.
وتولت جمعية محلية خيرية رعاية شؤون الزاوية من الجانب المادي.

## دفعات الطلبة المتخرجين
سجلت الزاوية تخرج دفعات عديدة من طلبة القرآن الواحدة تلو الأخرى، وكان يُقام لكل دفعة تخرج وعلى شرفها احتفالات دورية.
فبلغت شهرة الزاوية كل الآفاق، مما جعل الجموع الكثيرة من الطلبة يقبلون عليها لكونها أصبحت معهدا علميا مرموقا يرغبون في التسجيل فيه تبعا لما شاهدوه ولمسوه من الوضع المريح فيها من جميع الجوانب، تعليما وإيواء، وبالأخص الفوز الباهر لكل طلبة «زاوية ثمقرة» في المسابقات التي تجرى لهم حين يتقدمون إلى اجتيازها على مستوى جامعة الزيتونة ومعهد ابن باديس والمدرسة الكتانية في قسنطينة وغيرها من المعاهد.
ونظرا للعدد الكبير من الطلبة الذين تخرجوا من هذه الزاوية في مرحلتها الثانية بعد 1937م التي كانت قبل اندلاع ثورة تحرير الجزائر، فإنه يصعب تعدادهم، إلا أن ما يزيد عن مائة شهيد من هؤلاء الطلبة تتصدر أسماؤهم اللوحة الرخامية التي على مدخل الزاوية ليكون ذلك دليلا كافيا على الروح الوطنية العالية لدى طلبة هذه الزاوية والتشبث بالروح الجهادية والتضحية في سبيل الوطن والإخلاص له والوفاء والإيمان الثابت في نفوس طلبة هذه الزاوية المجاهدة.

## ثورة تحرير الجزائر
لقد التحق كل طلاب الزاوية بثورة تحرير الجزائر مع اندلاعها في 1 نوفمبر 1954م.
ولقد كانوا من إطارات الثورة العسكرية والسياسية في الداخل والخارج، ومن بينهم الأستاذ مولود قاسم نايت بلقاسم، والدكتور محمد الشريف قاهر، والعقيد محمد الطاهر بوزغوب والعقيد الطاهر زقرور.
كما كان طلبتها إطارات في مختلف هياكل الثورة التحريرية، ثم كانوا كذلك إطارات قامت على كواهلهم الدولة الجزائرية بمختلف دواوينها ومؤسساتها الرسمية والإعلامية والدبلوماسية والقضائية والتعليمية.

## هدم الزاوية في 1956م
نظرا للموقف الذي اتخذه شيخ الزاوية آنذاك محمد الطاهر آيت علجت وطلبتها بمساندتهم تجاه الثورة، إذ كانوا من طليعة المناضلين في صفوف الحركة الوطنية الجزائرية قبل الثورة التحريرية، فقد تم هدمها مرة ثانية من طرف المحتل الفرنسي.
ونظرا للعناية الفائقة التي كان العقيد عميروش يوليها لهذه الزاوية، بالإضافة إلى التجنيد العام الذي شمل كل طلبة الزاوية في صفوف الثورة، فإن المحتل الفرنسي لم تكن عيونه وآذانه بالغافلة عما كان يجري فيها من نشاط يهدف إلى التوعية والتعليم والتكوين، إذ كان يتتبع كل مجريات الأمور على مستوى هذه الزاوية فأطلق عليها تسمية «خلية الزنابير».
فوجه لقنبلتها ما يزيد عن ستة عشرة طائرة حربية مقنبلة لتفرغ على الزاوية وعلى قرية ثمقرة نيرانها وقنابلها المدمرة والمحرقة طيلة يوم كامل من أيام شهر أوت 1956م مباشرة بعد انعقاد مؤتمر الصومام.
وقد أعادت عملية الهجوم الجوي مرات ومرات، فخربت مرافق الزاوية وهدمت مكتبتها العامرة وأتلفت مخازن تموينها المليئة بالمؤن كالزيت والحبوب، لتصبح الزاوية وقرية آيث عيدل أثرا بعد عين، واستمرت الزاوية بعد هذه الحادثة الهمجية معطلة طيلة الثورة، وقد التحق طلبتها وشيوخها كلهم بثورة تحرير الجزائر.

## إعادة بناء الزاوية في 1968م
تم تجديد بناء الزاوية وإعادة فتحها بعد استقلال الجزائر بست سنوات.
ذلك أنه بعد إحراز النصر الجزائري على فرنسا، أعاد سكان قرية «آيث عيدل» بناء زاويتهم خلال عام 1968م.
فأقبل للتعلم فيها العديد من الطلبة من داخل الوطن وخارجه، كما باشر التعليم فيها أساتذة كبار من داخل الوطن وخارجه، وخاصة من الأزهريين.
فأعطت المثل والقدوة لغيرها من الزوايا في الجزائر بما كانت تقدم من نتائج باهرة بالفوز في الامتحانات التي تنظم على مستوى معاهد التعليم الأصلي في الجزائر، وارتفع التعداد العام للطلبة ليبلغ خمسمائة طالب أو يزيدون.
وكان الإشراف العام على الزاوية من طرف «اللجنة المحلية الخيرية»، ويتكفل بالإدارة الشيخ أحمد إقروفة، كما كان عدد المدرسين الأزهريين سبعة عشر أستاذا من مختلف العلوم.
ونكبت الزاوية بقرار إلغاء التعليم الأصلي في الجزائر الذي كانت تحت نظامه، وشملها الإلحاق بوزارة التربية الوطنية الجزائرية التي استغنت عنها، لتبقى معطلة لمدة سنة كاملة من 1977م إلى 1978م.
إلا أنه تمت إعادة فتحها من جديد في سنة 1979م، ليتم تجديد عمارتها.

## النشاطات
تتولى الزاوية حاليا الإنفاق على الطلبة تموينا وإقامة، رغم محدودية مواردها المتمثلة في تبرعات المحسنين وإعانات رمزية من وزارة الشؤون الدينية والأوقاف الجزائرية ومن ولاية بجاية.
وبسبب ضعف الإمكانيات المادية، فإن الزاوية ظلت عاجزة عن تلبية جميع طلبات التسجيل التي تتهاطل عليها من قبل الطلبة ومن مختلف ولايات الجزائر.
ولدى حلول كل شهر رمضان، يتوافد المواطنون على الزاوية من مختلف قرى منطقة القبائل، لطلب أئمة يقيمون لهم صلاة التراويح، كما أن الكثير من الطلبة يفوزون في مسابقات الدخول إلى مراكز تكوين إطارات الشؤون الدينية.

## توسيع الزاوية ابتداء من 2018م
استفادت الزاوية خلال عام 2017م من مشروع توسيع شامل من خلال بناء مدرسة قرآنية جديدة متكاملة لتدعيم الهياكل القديمة.
وستسمح هذه التوسعة باستقبال 500 طالب قرآن من الذكور والإناث، وذلك بدعم من المواطنين المحسنين.
كما تم تمويل المشروع بمبلغ 50 مليون دينار جزائري من طرف سلطات ولاية بجاية.

## مكتبة الصور

موقع بلدية ثمقرة
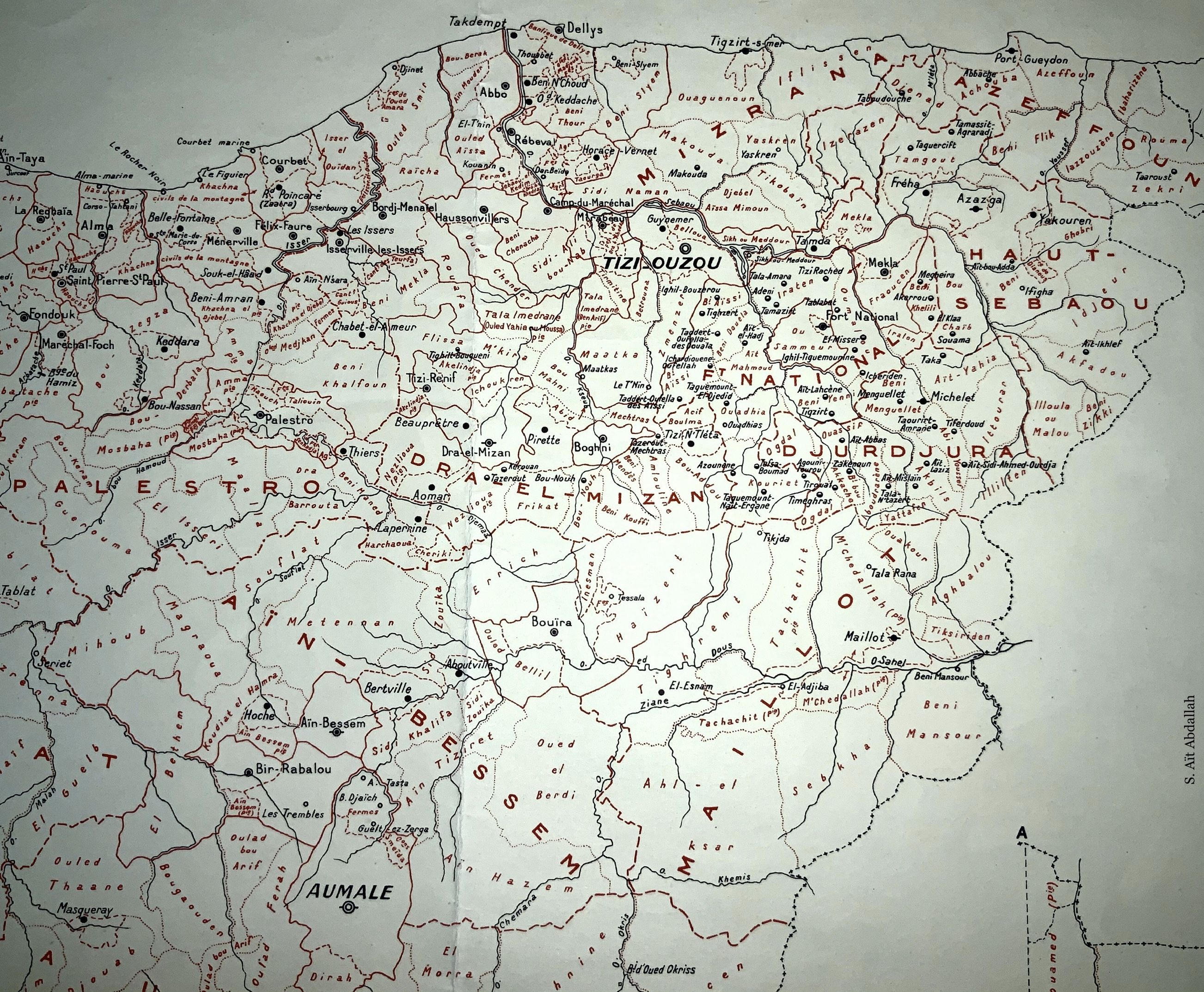
منطقة القبائل
الخريطة التاريخية لبلاد زواوة
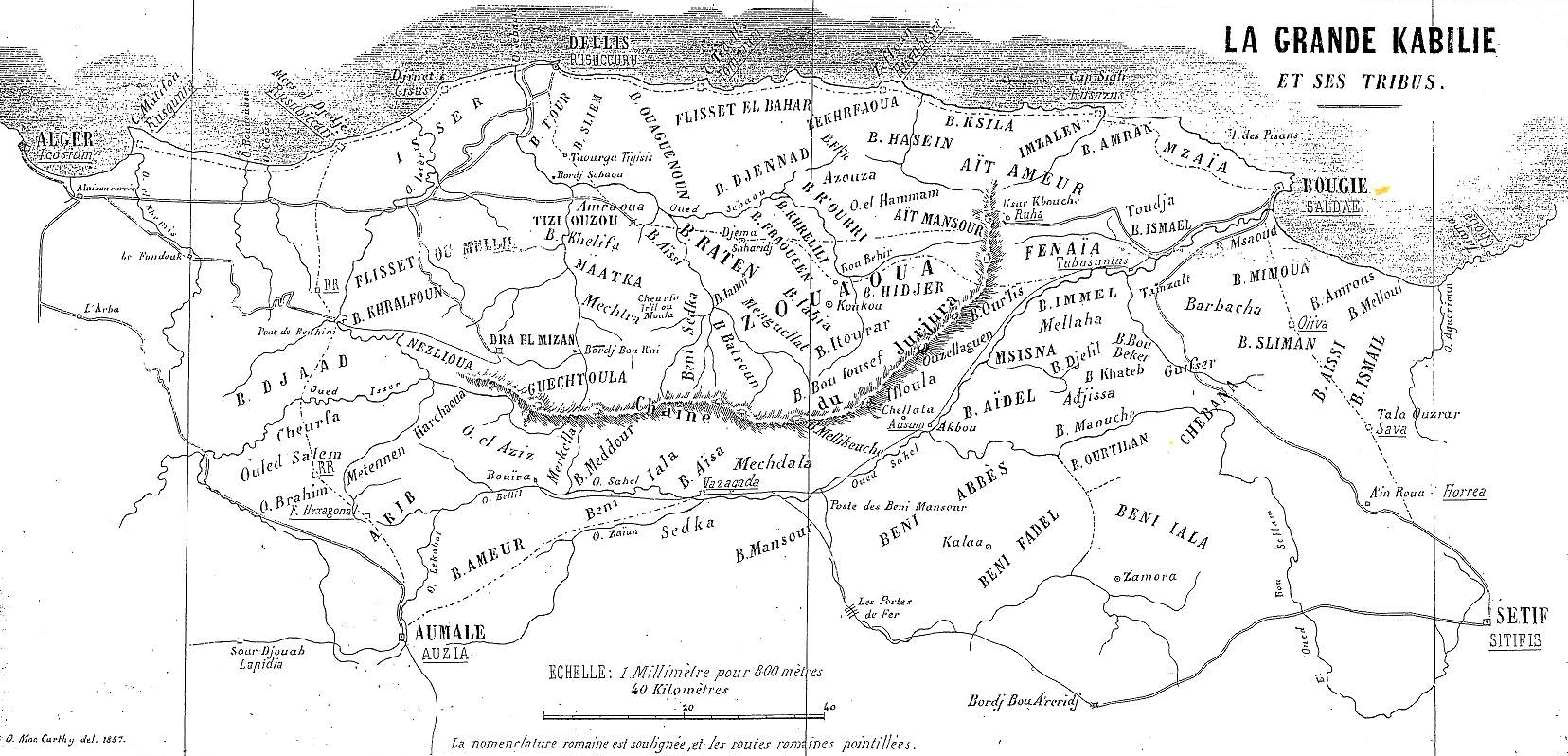
خريطة منطقة القبائل سنة 1857م

## أعلام الزاوية
- أحمد البرنسي الفاسي، مؤسس زاوية سيدي أحمد زروق البرنسي.
- محمد بن علي الخروبي، شارح وظيفة سيدي يحي العيدلي.
- أحمد بن يوسف الملياني.
- عبد الرحمان الصباغ، شارح "الوغليسية" في الفقه وشرح "البردة".
- أحمد بن يحيى العيدلي، مؤسس زاوية أمالو.
- بهلول بن عاصم، مؤسس زاوية الشرفة نبهلول قرب عزازقة.
- إيدير بن صالح.
- إبراهيم بن عمار.
- عبد الرحمن الثعالبي.
- سيدي بوسحاقي الزواوي.
- أحمد بن عبد الرحمن المقراني، جد عائلة المقراني الثائرة خلال ثورة المقراني في 1871م على فرنسا.
- بشير عمروش.
- صالح آيت علجت.
- محمد الطاهر آيت علجت المقراوي الزواوي.
- محمد الشريف قاهر المقراوي الزواوي.

### مواضيع ذات صلة
- المرجعية الدينية الجزائرية
- وزارة الشؤون الدينية الجزائرية
- مديرية الشؤون الدينية والأوقاف لولاية بجاية
- الحزب الراتب: الحزاب - الباش حزاب - السلكة - الشيخ - المريد - الورد - الوارد
- الزوايا في الجزائر
- وظيفة سيدي يحي العيدلي
- زاوية سيدي بوسحاقي الزواوي
- زاوية سيدي أحمد زروق البرنسي
- الطريقة الرحمانية
- الاتحاد الوطني للزوايا الجزائرية
- أكاديمية التربية الصوفية
- رابطة علماء وأئمة ودعاة الساحل
- الاتحاد العالمي للطرق الصوفية
- زاوية سيدي أمحمد بن عبد الرحمن الأزهري
- محمد بن عبد الرحمن الأزهري
- طريقة صوفية
- صوفية
- تاريخ التصوف
- ولاية بجاية
- دائرة أقبو
- بلدية ثمقرة
- محمد بن أبي القاسم الهاملي

### فايسبوك
- زاوية سيدي يحي العيدلي  على فيسبوك.

### فيديوهات
- تعريف بزاوية سيدي يحي العديلي في بجاية على يوتيوب
- زاوية سيدي يحيى العدلي: معلم تاريخي إسلامي صامد في بجاية على يوتيوب
- زاوية سيدي يحيى العدلي: صرح ديني يحتفظ بالطريقة التقليدية لحفظ القرآن في بجاية على يوتيوب
- سكان تمقرة يردون الاعتبار لشيخ زاوية سيدي يحي العيدلي "أحمد إيقروفة" في بجاية على يوتيوب
- تعريف بزاوية الهامل على يوتيوب
- تعريف بسيدي أمحمد بن عبد الرحمن الأزهري الزواوي على يوتيوب

### وصلات خارجية
- الموقع الرسمي لوزارة الشؤون الدينية والأوقاف الجزائرية